# Oligeriops
Oligeriops (лат.) — род мух-журчалок из подсемейства Microdontinae (Syrphidae). Центральная и Южная Америка. 5 видов.

## Описание
Мелкие мухи, длина тела 7—10 мм. Голова примерно равна ширине груди. Жилка R4+5 переднего крыла с задним аппендиксом. Усики относительно длинные. Лицо в профиль выпуклое, вертекс плоский. Антенны длиннее расстояния между усиковой ямкой и передним краем рта. Постпронотум с щетинками. Брюшко овальное. Глаза самцов разделённые на вершине (дихоптические). Крыловая жилка R2+3 сильно изогнута в базальной части. Некоторые авторы рассматривают таксон Oligeriops в качестве синонима крупного рода Муравьиные журчалки (Microdon). Таксон был впервые описан в 1937 году американским диптерологом Фрэнком Халлом (1901—1982).
- Oligeriops chalybeus (Ferguson, 1926)
- Oligeriops dimorphon (Ferguson, 1926)
- Oligeriops iridomyrmex (Shannon, 1927)
- Oligeriops moestus (Ferguson, 1926)
- Oligeriops occidentalis (Ferguson, 1926)